# 인터넷 멀티미디어 방송사업법
대한민국의 인터넷 멀티미디어 방송사업법(이하 IPTV 사업법)은 방송과 통신이 융합되어 가는 환경에서 인터넷 멀티미디어 등을 이용한 방송사업의 운영을 적정하게 함으로써 이용자의 권익보호, 관련 기술과 산업의 발전, 방송의 공익성 보호 및 국민문화의 향상을 기하고 나아가 국가경제의 발전과 공공복리의 증진에 이바지하는 것을 목적으로 하여 제정된 법률이다.(제1조)

## 총칙
"인터넷 멀티미디어 방송"이란 광대역통합정보통신망등(자가 소유 또는 임차 여부를 불문하고, 「전파법」제10조제1항제1호에 따라 기간통신사업을 영위하기 위하여 할당받은 주파수를 이용하는 서비스에 사용되는 전기통신회선설비는 제외한다)을 이용하여 양방향성을 가진 인터넷 프로토콜 방식으로 일정한 서비스 품질이 보장되는 가운데 텔레비전 수상기 등을 통하여 이용자에게 실시간 방송프로그램을 포함하여 데이터·영상·음성·음향 및 전자상거래 등의 콘텐츠를 복합적으로 제공하는 방송을 말한다.(제2조 1호)
"광대역통합정보통신망등"이란 「정보화촉진기본법」 제2조 제5호의2에 따른 광대역통합정보통신망과 「전기통신기본법」 제2조 제3호에 따른 전기통신회선설비를 말한다.(제2조 2호)
"실시간 방송프로그램"이란 인터넷 멀티미디어 방송 콘텐츠사업자 또는 「방송법」 제2조 제3호에 따른 방송사업자가 편성하여 송신 또는 제공하는 방송프로그램으로서 그 내용과 편성에 변경을 가하지 아니하고 동시에 제공하는 것을 말한다. (제2조 3호)
"인터넷 멀티미디어 방송사업"이란 인터넷 멀티미디어 방송 제공사업과 인터넷 멀티미디어 방송 콘텐츠사업을 말한다. 인터넷 멀티미디어 방송 제공사업은 인터넷 멀티미디어 방송에 제공하기 위하여 제18조 제1항에 따라 콘텐츠를 공급받은 인터넷 멀티미디어 방송 제공사업자가 해당 콘텐츠를 이용자에게 제공하는 사업이고, 인터넷 멀티미디어 방송 콘텐츠사업은 인터넷 멀티미디어 방송 제공사업자에게 인터넷 멀티미디어 콘텐츠를 공급하는 사업이다. (제2조 4호)
"인터넷 멀티미디어 방송사업자"란 인터넷 멀티미디어 방송 제공사업자와 인터넷 멀티미디어 방송 콘텐츠사업자를 말한다. 인터넷 멀티미디어 방송 제공사업자는 인터넷 멀티미디어 방송 제공사업을 하기 위하여 제4조 제1항에 따른 허가를 받은 자이고, 인터넷 멀티미디어 방송 콘텐츠사업자는 인터넷 멀티미디어 방송 콘텐츠사업을 하기 위하여 제18조 제2항에 따라 신고·등록하거나 승인을 받은 자이다. (제2조 5호)
인터넷 멀티미디어 방송사업에 대하여는 다른 법률(예컨대 방송법)에 우선하여 이 법을 적용한다.(제3조)

## 사업의 허가
인터넷 멀티미디어 방송 제공사업을 하고자 하는 자는 과학기술정보통신부의 허가를 받아야 한다. (제4조 제1항) 제1항에 따른 허가 대상자는 법인에 한한다.(제4조 제2항) 제1항에 따른 허가를 받고자 하는 자는 허가 신청서를 과학기술정보통신부에 제출하여야 한다. (제4조 3항) 과학기술정보통신부는 인터넷 멀티미디어 방송 제공사업을 허가함에 있어서 여러 가지 사항을 심사하여 그 결과를 공표하여야 한다.(제4조 4항) 과학기술정보통신부는 허가를 함에 있어서 특별한 결격사유가 없는 한 3개월 이내에 하여야 한다.(제4조 6항) 제1항에 따른 인터넷 멀티미디어 방송 제공사업의 허가에 필요한 절차, 심사기준에 대한 배점, 그 밖에 필요한 사항은 대통령령으로 정한다. (제4조 7항)
인터넷 멀티미디어 방송 제공사업의 허가기간은 5년의 범위 이내에서 대통령령으로 정한다.(제5조 1항) 인터넷 멀티미디어 방송 제공사업의 재허가에 대하여는 제4조를 준용한다. (제5조 2항)
인터넷 멀티미디어 방송 제공사업은 전국을 하나의 사업권역으로 한다. 다만, 제4조 제1항에 따른 사업허가 시 「중소기업기본법」제2조 제1항에 따른 중소기업자의 요청이 있고 과학기술정보통신부가 특별히 필요하다고 인정하는 때에는 그러하지 아니하다. (제6조 1항) 「전기통신사업법」제34조제3항제1호 및 제2호에 따른 기간통신사업자가 제4조제1항에 따른 허가를 받은 경우에는 허가를 받은 날부터 대통령령으로 정하는 기간 이내에 「방송법」제12조제2항에 따라 과학기술정보통신부가 고시한 모든 방송구역에서 서비스를 개시하여야 한다. (제6조 제2항)
국가 또는 지방자치단체, 제8조 및 제9조에 따른 주식 또는 지분의 소유 제한을 초과한 법인, 제24조제1항에 따라 허가가 취소된 후 3년이 경과되지 아니한 자는 제4조 제1항에 따른 인터넷 멀티미디어 방송 제공사업을 할 수 없다.(제7조 제1항)

## 같이 보기
- IPTV
- 방송